# ГЕС Kafue Gorge (нижня)
ГЕС Kafue Gorge (нижня) — гідроелектростанція в Замбії у п'ятдесяти кілометрах на південь від столиці країни Лусаки. Знаходячись після верхньої ГЕС в ущелині Кафуе, становить нижній ступінь каскаду на однойменному найбільшому лівому притоку річки Замбезі (басейн Індійського океану).
За проектом річку перекриють у 17 км нижче по течії від греблі верхньої ГЕС Кафуе та у 5,9 км  після виходу відвідного каналу останньої. Нова споруда буде виконана як кам'яно-накидна гребля з бетонним облицюванням висотою 140 метрів, довжиною 378 метрів та шириною по гребеню від 8 до 10 метрів.
На правому березі біля греблі розташується підземний машинний зал розмірами 127х45 метрів та висотою 58 метрів. Вода подаватиметься до нього через тунелі довжиною біля 0,5 км (включаючи напірну шахту висотою 150 метрів) та діаметром від 4,8 до 3,9 метра. Основне обладнання становитимуть п'ять турбін типу Френсіс (на першому етапі планується змонтувати лише чотири) потужністю по 150 МВт, що працюватимуть при чистому напорі у 173,3 метра. Відпрацьована вода повертатиметься в річку по відвідному тунелю довжиною 4,6 км та діаметром 14,6 метра.
Видача продукції відбуватиметься по ЛЕП, розрахованій на напругу 330 кВ.
Електростанцію намагались збудувати починаючи з початку 2000-х років, проте серйозний поступ почався лише після укладання угоди щодо фінансування з Експортно-імпортним банком Китаю. Церемонія закладки відбулась осінню 2015-го, а в січні наступного року генеральний підрядник Sinohydro почав будівельні роботи. Вартість проекту оцінюється у 2 млрд доларів США.